# Yorkville (Ohio)
Yorkville és una població dels Estats Units a l'estat d'Ohio. Segons el cens del 2000 tenia 1.230 habitants.

## Demografia
Segons el cens del 2000, Yorkville tenia 1.230 habitants, 534 habitatges, i 330 famílies. La densitat de població era de 778,5 habitants/km².
Dels 534 habitatges en un 27,9% hi vivien nens de menys de 18 anys, en un 45,7% hi vivien parelles casades, en un 13,1% dones solteres, i en un 38,2% no eren unitats familiars. En el 33,3% dels habitatges hi vivien persones soles el 18,5% de les quals corresponia a persones de 65 anys o més que vivien soles. El nombre mitjà de persones vivint en cada habitatge era de 2,25 i el nombre mitjà de persones que vivien en cada família era de 2,88.
Per edats la població es repartia de la següent manera: un 22,8% tenia menys de 18 anys, un 9% entre 18 i 24, un 23% entre 25 i 44, un 19,8% de 45 a 60 i un 25,4% 65 anys o més.
L'edat mediana era de 41 anys. Per cada 100 dones de 18 o més anys hi havia 83,8 homes.
La renda mediana per habitatge era de 29.583 $ i la renda mediana per família de 37.250 $. Els homes tenien una renda mediana de 31.063 $ mentre que les dones 20.909 $. La renda per capita de la població era de 15.957 $. Aproximadament el 7,4% de les famílies i el 10% de la població estaven per davall del llindar de pobresa.

## Poblacions més properes
El següent diagrama mostra les poblacions més properes.